# Cuarteto Enesco

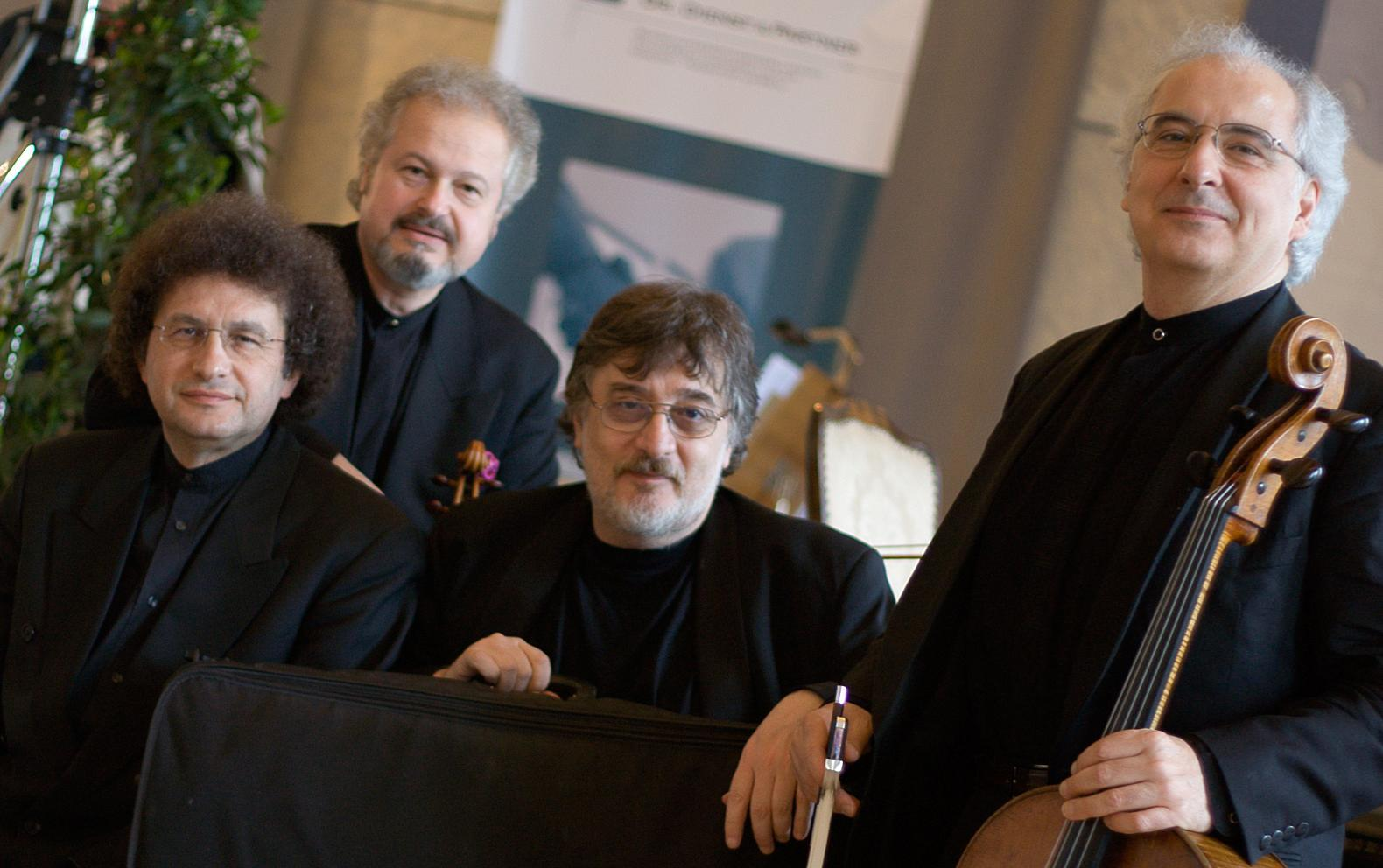
Cuarteto Enesco

El Cuarteto Enesco es un cuarteto de cuerda francés, fundado a finales de la década de los 70, con sede en París. 

## Historia
El Cuarteto Enesco fue constituido en 1979, con el deseo de honrar la memoria del ilustre George Enescu (1881-1955), que da su nombre al Cuarteto. Su encuentro con los músicos famosos Sándor Végh, Norbert Brainin y Sergiu Celibidache, fue de la mayor importancia: el Cuarteto Enesco se afirma a sí mismo en el nivel internacional desde el comienzo de sus estudios con estos grandes artistas con los que mantenían relaciones.
Su repertorio se distingue por un número muy amplio de cuartetos, así como numerosas obras para quinteto y octeto, incluyendo las páginas clásicas y románticas de los siglos XVIII y XIX, así como la música del siglo XX, que ocupa un lugar importante en sus programas. Interpreta un gran número de obras contemporáneas para cuarteto de cuerda compuestas por: Philippe Hersant, Serge Nigg, Henri Sauguet, Jean-Jacques Werner, Pierre Max Dubois, Nicolas Bacri, Nicolas Philippot, Jesús Guridi, Xavier Montsalvatge, José Peris Lacasa, Carmelo Bernaola, Josep Soler y José García Roman. Entre ellos, muchos son los que han escrito obras especialmente para el Cuarteto Enesco.
Son invitados regularmente en los principales festivales: Besanzón, Prades, de La Chaise-Dieu, Montpellier, París, Sully, Cannes (enlace roto disponible en Internet Archive; véase el historial, la primera versión y la última)., Barcelona, Santander, Granada, Stavelot, Echternach, Kuhmo, Guildford Archivado el 15 de abril de 2009 en Wayback Machine., Basilea, Bucarest, y han tocado con grandes artistas como: Olivier Charlier, Luis Claret, Jean-Philippe Collard, Patrice Fontanarosa, Youri Egorov, Pascal Gallet, Ivry Gitlis, Michel Lethiec, Roberte Mamou, Paul Meyer, Aurèle Nicolet, Marielle Nordmann, Régis Pasquier, Jean-Pierre Rampal, Mstislav Rostropovich, Michel Strauss, Gabriel Tacchino, Haruko Ueda Archivado el 17 de septiembre de 2010 en Wayback Machine., Jean-Claude Vanden Eynden, Narciso Yepes, etc.
El Cuarteto Enesco ha tocado en las más prestigiosas salas del mundo: Salle Gaveau, Salle Pleyel y el Théâtre des Champs-Élysées en París, el Teatro Real y el Auditorio Nacional de Madrid, la Fundación Gulbenkian en Lisboa, el Concertgebouw de Ámsterdam, el Wigmore Hall de Londres, la Biblioteca del Congreso de Washington, entre otros.
Cada año, el Cuarteto es invitado para impartir clases magistrales en Francia, así como en Bélgica, España, Suiza y Finlandia.
Su discografía incluye muchas grabaciones para las etiquetas francesas de discos Arion, Pierre Verany, Forlane, Rem, así como Claves (España), Novalis (Suiza) y CPO (Alemania), con obras de: Schubert, Schumann, Dvorák, Boccherini, Cherubini, Debussy, Ravel, Franck, Chausson, Vierne, Enescu, Janacek, Bartok, Shostakovich, Guridi. Para la grabación de Franck y Chausson con el pianista Gabriel Tacchino, han obtenido el Diapason d'Or y el CD que incluye tres cuartetos de cuerda de música contemporánea francesa de Nigg, Hersant y Philippot, fue galardonado con El Gran Premio de la Academia francesa del Disco. En España, la grabación de dos cuartetos de Guridi fue nombrada Mejor álbum del año.
El Cuarteto Enesco ha participado en el Festival George Enescu de Bucarest, en el Festival Ivry Gitlis en Francia, en el Koblenz Festival en Alemania, el Festival de Xalapa en México, así como para por 17 año consecutivo en el Ciclo de conciertos de la Fundación Ramón Areces, en Madrid. En el Festival de Kuhmo en Finlandia, su interpretación ha sido seleccionada para ser incluida en el CD en vivo del festival.
En los últimos años ha hecho giras y conciertos en Luxemburgo, los Países Bajos, Bélgica, España e Italia (Venecia, Roma, Milán),  Escandinavia (Suecia, Finlandia y las Repúblicas Bálticas), Austria, Alemania, Gran Bretaña, Israel y Rumanía.
Tienen el raro privilegio de ser invitados a tocar con regularidad en el cuarteto de instrumentos de Stradivarius – único en el mundo – que pertenece a la Corte Real de España.
Pierre Petit, el famoso crítico musical, en un artículo en le Figaro, los ha llamado: " mensajeros de la poesía ", hablando de su " calidez y virtuosismo ", concluyendo: "decididamente, el Cuarteto Enesco es un cuarteto muy grande ".
De una actuación en mayo de 2014 en el Auditorio Nacional de Madrid el crítico Luis Felipe Camacho Blanco dijo: "El Cuarteto Enesco nos deleitó con un bis atípico por su fuerza y su duración. Interpretaron un arreglo para cuarteto de cuerda del viola, Vladimir Mendelsshon, de la Rapsodia Rumana nº 1 de George Enesco. Un broche maravilloso con toques circenses/zíngaros derivados de la siempre animada escala húngara que consiguió levantar a aquellos que se habían resistido tras el Cuarteto Americano de Dvorak, y que, en consecuencia, logró poner en pie a toda la sala de cámara del Auditorio Nacional."

## Miembros

### Primer violín
- Constantin Bogdanas – Primer Premio en el Conservatorio Nacional Superior de Bucarest, se trasladó a París en 1979. Ha sido concertino de la Orquesta Filarmónica de Radio Francia.

Primer Gran Premio del Concurso Internacional de Música de Cámara de París, ganador del Concurso Internacional Tibor Varga, lleva una carrera de solista y en música de cámara, especialmente como miembro fundador del Cuarteto Enesco.
Profesor en el Conservatorio de Música Francis Poulenc de París y profesor asistente en el Conservatoire National Supérieur de Musique de París, Constantin Bogdanas es miembro de varios jurados y participa en un gran número de clases magistrales en Francia, Estados Unidos, España, Bélgica, Alemania y Finlandia.

### Segundo violín
- Florin Szigeti – Nacido en una familia de tradición musical, termina brillantemente sus estudios, galardonado con el Primer premio de violín y de música de cámara del Conservatorio Nacional Superior de Música, y ganó el Gran Premio del Concurso Nacional de violín de Bucarest.

Florin Szigeti es miembro fundador del Cuarteto, con quien se estableció en Francia en 1979. 
Profesor en el Conservatorio de Música Maurice Ravel de París, Florin Szigeti también ha enseñado en la Universidad de París-Sorbona, donde él es concertino de la Orquesta Sinfónica de la Sorbonne-Paris IV, combinando así su carrera artística y pedagógica. 
Su experiencia y conocimientos pedagógicos hace que sea invitado regularmente a los jurados y clases magistrales de violín y música de cámara en Francia, España, Bélgica, Alemania y Finlandia.

### Viola
- Vladimir Mendelssohn es nuevo miembro del Cuarteto Enesco desde el año 2002.

Nació en una familia de larga tradición musical en Rumania y estudió viola y composición en Bucarest.
Vladimir Mendelssohn es un compositor prolífico, escribiendo obras para diversos instrumentos, coro mixto, orquestas de cámara y sinfónicas. También ha escrito música de cámara, ballet, música de escena y de películas.
Actualmente es profesor de música de cámara en el Conservatorio Nacional Superior de París, y también enseña en La Haya, Essen y Bolonia. Da regularmente clases magistrales en todo el mundo.
Desde el otoño de 2005, Vladimir Mendelssohn es el director Artístico del Festival de Música de Cámara de Kuhmo en Finlandia.
- Dan Iarca fue uno de los miembros fundadores del Cuarteto Enesco desde su creación en 1979 hasta 1980, y de 1989 a 2002, año de su muerte.
- Liviu Stanese formó parte del Cuarteto Enesco, desde marzo de 1981 a febrero de 1989.

### Violonchelo
- Dorel Fodoreanu – Primer Premio del Conservatorio Nacional Superior de Música de Bucarest, ha sido violonchelo solista con la Orquesta Filarmónica George Enescu. Ha continuado su carrera en solitario y, al mismo tiempo, tiene una rica actividad de música de cámara. Miembro fundador del Cuarteto Enesco, se trasladó a París en 1979 con el cuarteto.

Dorel Fodoreanu fue uno de los primeros artistas de origen rumano en ser invitado como solista por la Orquesta Filarmónica George Enescu, después de la revolución rumana de 1989.
Primer Premio en el Concurso de Música de Cámara de París y Grand Prix du disque de la Academia francesa del Disco con el Cuarteto Enesco, ganó el Premio "Mihail Jora" en 1990.
Dorel Fodoreanu enseña en la Universidad de París-Sorbona, donde es violonchelo concertino de la Orchestre Symphonique de la Sorbonne-Paris IV. Ha sido invitado a conciertos y clases magistrales por parte de la Universidad de Florida (Orlando), la Fundación Fletcher de Durham (Carolina del Norte), en Gran Bretaña, en el Palacio Real en Madrid, y en clases magistrales, a petición del gobierno de Aragón en Albaracín, Alcañiz y Burgos. Ha actuado como solista de violonchelo de la Orquesta Sinfónica de Barcelona (OBC) y en la Filarmónica Arturo Toscanini de Parma.
Dorel Fodoreanu es invitado regularmente como jurado internacional en París, San Petersburgo (Tchaikovsky Junior), Conservatorio Nacional Superior de París y Lyon y en el Conservatorio de Marsella.

## Discografía
- Diapason d'Or : Franck, Quintette pour piano & cordes (Gabriel Tacchino, piano) ; Chausson : Quatuor Op.35 Inachevé - Disques Arion – Pierre Verany – PV 792032
- Dvořák : Quintette Op.81 pour piano & cordes (Gabriel Tacchino, piano), Quatuor Op.96 "Américain" - Disques Arion – Pierre Verany – PV 795011
- Schumann : Quintette avec piano Op.44 (Gabriel Tacchino, piano), Quatuor Op.41 n.º 1 - Disques Arion – Pierre VERANY – PV 797081
- Vierne : Quintette avec piano Op.42 (Gabriel Tacchino, piano), Quatuor Op.12 - Disques Arion – Pierre VERANY – PV 700011
- Schubert : Quatuor D810 (opus posthume) "La Jeune Fille et La Mort", Quatuor D703 (opus posthume) "Quartettsatz" - Disques FORLANE – 16764
- Bartók : Quatuor n.º 4, Quatuor n.º 6 - Disques ARION – Pierre VERANY – PV 799022
- Enesco : Quatuor Op.22 n.º 1, Quatuor Op.22 n.º 2 - Disques CPO (Allemagne) – LC.8492
- Chostakovitch : Quatuor n.º 1 Op.49, Quatuor n.º 7 Op.108, Quintette avec piano Op.53 (Pascal GALLET piano) - Disques Label Fontmorigny 0602
- Debussy : Quatuor Op.10 ; Ravel : Quatuor en Fa - Disques FORLANE – UCD 16521
- Janáček : Quatuor n.º 2 "Lettres intimes" ; Enesco : Quatuor Op.22 n.º 2, Dvořák : Quatuor Op.96 "Américain" - Disques FORLANE – UCD 16538
- Boccherini : Quintettes avec flûte ; Kraus : Quintette avec flûte (Aurèle Nicolet flûte) - Disques NOVALIS (Suisse) – 150082-2
- Grand prix du disque : Nigg : Quatuor ; Philippot : Quatuor n.º 2 ; Hersant : Quatuor n.º 1 - Disques REM
- D'Olonne : Trio avec piano en La mineur, Quatuor avec piano en Mi mineur, Quatuor en Ré Majeur - Disques ARION – Pierre VERANY – PV 799061
- Guridi : Cuartetos n.º 1, n.º 2 - Discos ENSAYO (Espagne) – ENY-CD-3450
- Soler :Cuarteto n.º 3 ; Martínez : Cuartetos n.º 1, n.º 2 ; Roger : Cuarteto Blanca - Discos ENSAYO (Espagne) – ENY-CD-2206
- Chaynes : Quatuor à cordes - Disques RADIO-FRANCE – MFA 216024, Collection Musique Française d’Aujourd’hui